# Manfred Flemming

Manfred Flemming (ca. 1985)

Manfred Flemming (* 28. Januar 1930 in Mittweida; † 1. August 2015 in Markdorf) war ein deutscher Maschinenbauingenieur und Professor an der ETH Zürich.

## Leben
Manfred Flemming arbeitete von 1947 bis 1953 als Maschinenschlosser in Offenbach am Main. Ab 1953 studierte er an der TH Darmstadt Maschinenbau und schloss sein Studium 1959 als Diplomingenieur ab. Danach arbeitete er bis 1985 beim Luft- und Raumfahrtkonzern Dornier, zunächst auf dem Gebiet der Statik, nach einigen Jahren übernahm er die Leitung der Berechnungsabteilungen Statik, Dynamik, Akustik und des Strukturversuches. Er führte dort u. a. die CAD-Technik ein. 1975 promovierte er an der TU Berlin. Auf den 1. März 1985 wählte ihn der Bundesrat zum ordentlichen Professor für Konstruktions- und Bauweisentechnik an der ETH Zürich, wo er bis zu seiner Emeritierung im Jahr 1996 blieb. Er war auch als Institutsvorsteher tätig und an der Gründung des Forschungszentrums CADETH zur computergestützten Konstruktion, Berechnung und Fertigung massgeblich beteiligt.

## Schaffen
Manfred Flemming war ein international anerkannter Fachmann. Sein Interesse galt insbesondere den hochintegrierten, multifunktionalen Leichtbaustrukturen aus Composite-Werkstoffen.
Bei Dornier hatte Flemming bedeutenden Anteil an den Berechnungen zum U-Boot-Suchflugzeug Breguet-Atlantik und später an der Entwicklung des senkrecht startenden und landenden Transportflugzeuges Dornier Do 31. Er leitete die Entwicklungen der Flugzeuge Alpha Jet, Dornier 228 und von Komponenten am europäischen Airbus und am Space-Lab. Besonderes Gewicht legte er auf die Weiterentwicklung der Strukturtechnologien, z. B. Finite-Elemente-Methoden (FEM), CAD und Bauweisentechniken für Metall- und Faserverbundwerkstoffe wie CFK. Während seines zehnjährigen Wirkens an der ETH Zürich hat er mit Überzeugung intensive Kontakte zur Schweizer Maschinenindustrie aufgebaut und gepflegt. Dabei sind erfolgreiche Kooperationen und Innovationen mit zahlreichen Firmen entstanden, die massgeblich zur Verbreitung der Composite-Technologien in der Schweiz beigetragen haben. In der Lehre hat Manfred Flemming den Unterricht in Konstruktion und Maschinenelementen durch die Einführung der CAD-Technik in den Grundsemestern grundlegend erneuert.
Manfred Flemming hat an die Bedeutung von Innovation und neuen Technologien für die Steigerung der Wettbewerbsfähigkeit der Unternehmen geglaubt. Er war ein begabter Redner und hatte die Fähigkeit, Menschen für sein Fachgebiet zu begeistern. Mitarbeitende, Doktorierende und Studierende hat er stets zur Selbstinitiative ermutigt.

## Mitgliedschaften
- Schweizerische Akademie der Technischen Wissenschaften

## Publikationen (Auswahl)
- Manfred Flemming, Gerhard Ziegmann, Siegfried Roth:  Faserverbundbauweisen. Fasern und Matrices. Springer, Berlin, 1995, ISBN 3-540-58645-8.
- Manfred Flemming, Gerhard Ziegmann, Siegfried Roth:  Faserverbundbauweisen. Halbzeuge und Bauweisen. Springer, Berlin, 1996, ISBN 978-3-540-60616-1.
- Manfred Flemming, Gerhard Ziegmann, Siegfried Roth:  Faserverbundbauweisen. Fertigungsverfahren mit duroplastischer Matrix. Springer, Berlin, 1999, ISBN 978-3-540-61659-7.
- Manfred Flemming: Die Lehre und Forschung des Instituts für Konstruktion und Bauweisen der ETH-Zürich 1985–1996 (= Schriftenreihe der ETH-Bibliothek. A: Wissenschaftsgeschichte. 6). ETH-Bibliothek, Zürich, 2005.